# Liste des œuvres de Ludwig van Beethoven
 (juin 2025).

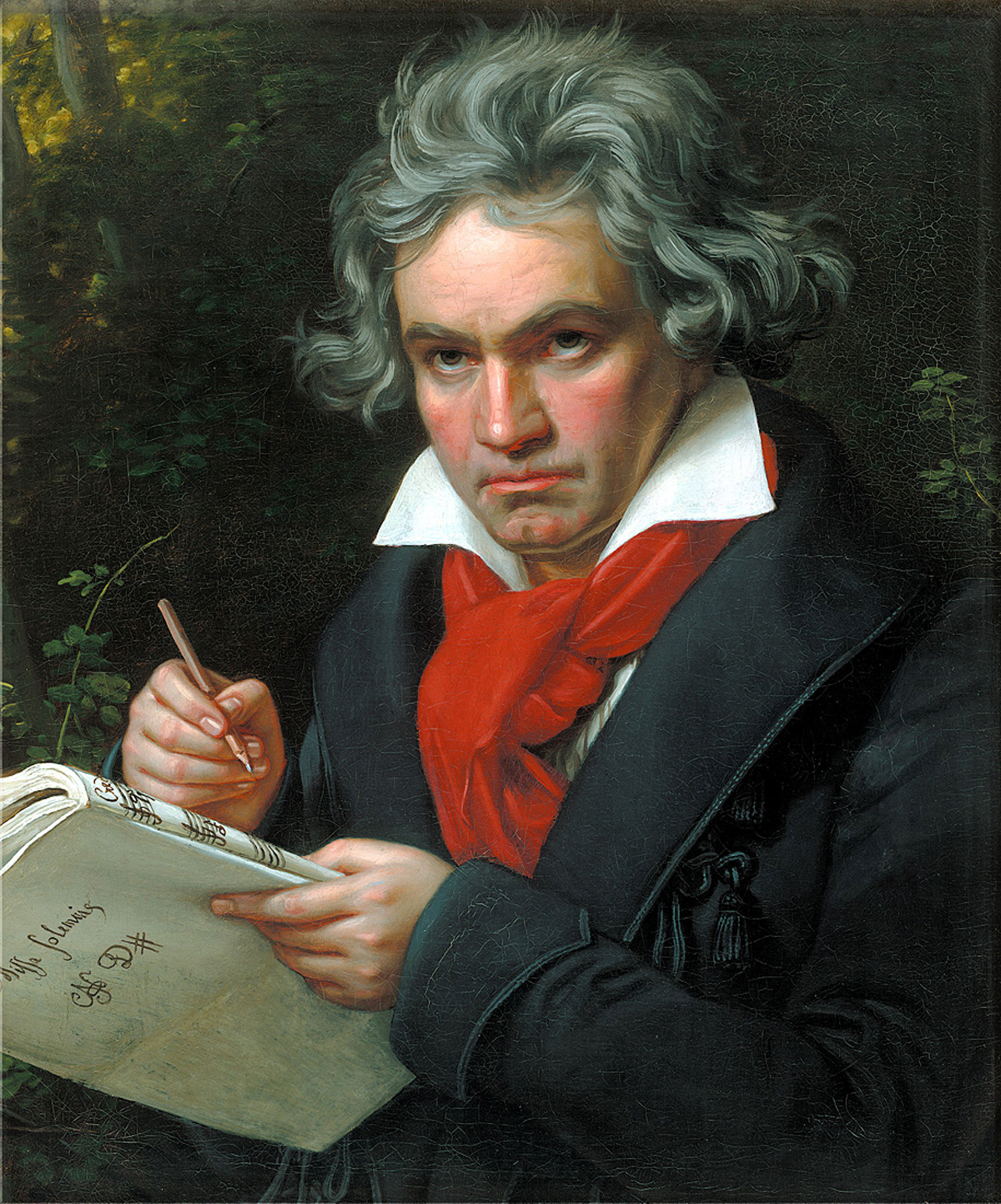
Ludwig van Beethoven travaillant à la Missa solemnis. Portrait de Joseph Karl Stieler de 1820.

L'œuvre de Ludwig van Beethoven  compte près de 500 œuvres achevées.
- 172 œuvres sont classées parmi 138 numéros d'opus. Cette numérotation a été établie par les éditeurs de Beethoven, si bien qu'elle suit l'ordre de parution et non l'ordre de composition. Par exemple, les œuvres opus 102 et 103 datent respectivement de 1815 et 1792. L'Octuor à vent en mi bémol majeur, composé en 1792, ne fut édité qu'en 1834 à titre posthume et c'est encore plus tard qu'on lui attribue son numéro d'opus. On choisit le numéro d'opus 103 car il manquait dans la numérotation de Beethoven. On ne sait si c'est un fait volontaire de sa part, si c'est une faute, ou s'il existait une œuvre portant ce numéro d'opus qui a disparu.

- plus de 300 œuvres ne portent pas de numéro d'opus et sont classées parmi 3 catalogues :
  - Le catalogue WoO (Werke ohne Opuszahl, littéralement œuvre sans numéro d'opus) établi par Georg Kinsky et Hans Halm en 1955.
  - Le catalogue AnH (anhang ou appendice) issu du catalogue Kinsky et qui effectue un classement des œuvres d'authenticité douteuse.
  - Le catalogue Hess, paru après celui de Kinsky et établi par Willy Hess qui complète celui de Kinsky.

## Classification par numéro d'opus
| Légende                                   |
| Symphonies (9)                            |
| Concertos (8)                             |
| Sonates pour piano (32)                   |
| Quatuors à cordes (16)                    |
| Autres œuvres (107)                       |
| Tonalité : UT = ut majeur, ut = ut mineur |

| CLASSIFICATION PAR NUMÉRO D'OPUS dans l'ordre original de parution |                                            |          |                                                                 |             |                                                                           |
| Opus                                                               | Titre                                      | Tonalité | Instrumentation                                                 | Période     | Sous-titre : Commentaires                                                 |
| 1 no 1                                                             | Trio avec piano no 1                       | MI ♭     | Piano, violon, violoncelle                                      | 1794 - 1795 |                                                                           |
| 1 no 2                                                             | Trio avec piano no 2                       | SOL      | Piano, violon, violoncelle                                      | 1794 - 1795 |                                                                           |
| 1 no 3                                                             | Trio avec piano no 3                       | ut       | Piano, violon, violoncelle                                      | 1794 - 1795 |                                                                           |
| 2 no 1                                                             | Sonate pour piano no 1                     | fa       | Piano                                                           | 1793 - 1795 |                                                                           |
| 2 no 2                                                             | Sonate pour piano no 2                     | LA       | Piano                                                           | 1794 - 1795 |                                                                           |
| 2 no 3                                                             | Sonate pour piano no 3                     | UT       | Piano                                                           | 1794 - 1795 |                                                                           |
| 3                                                                  | Trio à cordes no 1                         | MI ♭     | Violon, alto, violoncelle                                       | 1794        |                                                                           |
| 4                                                                  | Quintette à cordes no 1                    | MI ♭     | 2 violons, 2 altos, violoncelle                                 | 1795 - 1796 |                                                                           |
| 5 no 1                                                             | Sonate pour violoncelle no 1               | FA       | Piano, violoncelle                                              | 1796        |                                                                           |
| 5 no 2                                                             | Sonate pour violoncelle no 2               | sol      | Piano, violoncelle                                              | 1796        |                                                                           |
| 6                                                                  | Sonate pour piano à 4 mains                | RÉ       | Piano à 4 mains                                                 | 1796 - 1797 |                                                                           |
| 7                                                                  | Sonate pour piano no 4                     | MI ♭     | Piano                                                           | 1796 - 1797 |                                                                           |
| 8                                                                  | Sérénade pour cordes                       | RÉ       | Violon, alto, violoncelle                                       | 1796 - 1797 |                                                                           |
| 9 no 1                                                             | Trio à cordes no 3                         | SOL      | Violon, alto, violoncelle                                       | 1797 - 1798 |                                                                           |
| 9 no 2                                                             | Trio à cordes no 4                         | RÉ       | Violon, alto, violoncelle                                       | 1797 - 1798 |                                                                           |
| 9 no 3                                                             | Trio à cordes no 5                         | ut       | Violon, alto, violoncelle                                       | 1797 - 1798 |                                                                           |
| 10 no 1                                                            | Sonate pour piano no 5                     | ut       | Piano                                                           | 1795 - 1797 |                                                                           |
| 10 no 2                                                            | Sonate pour piano no 6                     | FA       | Piano                                                           | 1796 - 1797 |                                                                           |
| 10 no 3                                                            | Sonate pour piano no 7                     | RÉ       | Piano                                                           | 1797 - 1798 |                                                                           |
| 11                                                                 | Trio avec piano no 4                       | SI ♭     | Piano, violon / clarinette, violoncelle                         | 1797        |                                                                           |
| 12 no 1                                                            | Sonate pour violon no 1                    | RÉ       | Piano, violon                                                   | 1797 - 1798 |                                                                           |
| 12 no 2                                                            | Sonate pour violon no 2                    | LA       | Piano, violon                                                   | 1797 - 1798 |                                                                           |
| 12 no 3                                                            | Sonate pour violon no 3                    | MI ♭     | Piano, violon                                                   | 1797 - 1798 |                                                                           |
| 13                                                                 | Sonate pour piano no 8                     | ut       | Piano                                                           | 1798 - 1799 | « Pathétique »                                                            |
| 14 no 1                                                            | Sonate pour piano no 9                     | MI       | Piano                                                           | 1798        |                                                                           |
| 14 no 2                                                            | Sonate pour piano no 10                    | SOL      | Piano                                                           | 1799        |                                                                           |
| 15                                                                 | Concerto pour piano no 1                   | UT       | Piano, orchestre                                                | 1795        |                                                                           |
| 16                                                                 | Quintette pour piano et vents              | MI ♭     | Piano, hautbois, clarinette, cor, basson                        | 1796        |                                                                           |
| 17                                                                 | Sonate pour cor et piano                   | FA       | Piano, cor                                                      | 1800        |                                                                           |
| 18 no 1                                                            | Quatuor à cordes no 1                      | FA       | 2 violons, alto, violoncelle                                    | 1798 - 1800 |                                                                           |
| 18 no 2                                                            | Quatuor à cordes no 2                      | SOL      | 2 violons, alto, violoncelle                                    | 1798 - 1800 |                                                                           |
| 18 no 3                                                            | Quatuor à cordes no 3                      | RÉ       | 2 violons, alto, violoncelle                                    | 1798 - 1800 |                                                                           |
| 18 no 4                                                            | Quatuor à cordes no 4                      | ut       | 2 violons, alto, violoncelle                                    | 1798 - 1800 |                                                                           |
| 18 no 5                                                            | Quatuor à cordes no 5                      | LA       | 2 violons, alto, violoncelle                                    | 1798 - 1800 |                                                                           |
| 18 no 6                                                            | Quatuor à cordes no 6                      | SI ♭     | 2 violons, alto, violoncelle                                    | 1798 - 1800 |                                                                           |
| 19                                                                 | Concerto pour piano no 2                   | SI ♭     | Piano, orchestre                                                | 1795        |                                                                           |
| 20                                                                 | Septuor pour cordes et vents               | MI ♭     | Violon, alto, violoncelle, contrebasse, cor, clarinette, basson | 1799 - 1800 |                                                                           |
| 21                                                                 | Symphonie no 1                             | UT       | Orchestre                                                       | 1800        |                                                                           |
| 22                                                                 | Sonate pour piano no 11                    | SI ♭     | Piano                                                           | 1800        |                                                                           |
| 23                                                                 | Sonate pour violon no 4                    | la       | Piano, violon                                                   | 1800 - 1801 |                                                                           |
| 24                                                                 | Sonate pour violon no 5                    | FA       | Piano, violon                                                   | 1800 - 1801 | « le Printemps »                                                          |
| 25                                                                 | Sérénade pour flûte, violon et alto        | RÉ       | Flûte, violon, alto                                             | 1795 - 1796 |                                                                           |
| 26                                                                 | Sonate pour piano no 12                    | LA ♭     | Piano                                                           | 1800 - 1801 | « Marche funèbre »                                                        |
| 27 no 1                                                            | Sonate pour piano no 13                    | MI ♭     | Piano                                                           | 1800 - 1801 | « Quasi una fantasia »                                                    |
| 27 no 2                                                            | Sonate pour piano no 14                    | ut #     | Piano                                                           | 1801        | « Quasi una fantasia » ou « Clair de lune »                               |
| 28                                                                 | Sonate pour piano no 15                    | RÉ       | Piano                                                           | 1799        | « Pastorale »                                                             |
| 29                                                                 | Quintette à cordes no 2                    | UT       | 2 violons, 2 altos, violoncelle                                 | 1801        |                                                                           |
| 30 no 1                                                            | Sonate pour violon no 6                    | LA       | Piano, violon                                                   | 1801 - 1802 |                                                                           |
| 30 no 2                                                            | Sonate pour violon no 7                    | ut       | Piano, violon                                                   | 1801 - 1802 |                                                                           |
| 30 no 3                                                            | Sonate pour violon no 8                    | SOL      | Piano, violon                                                   | 1801 - 1802 |                                                                           |
| 31 no 1                                                            | Sonate pour piano no 16                    | SOL      | Piano                                                           | 1802        |                                                                           |
| 31 no 2                                                            | Sonate pour piano no 17                    | ré m     | Piano                                                           | 1802        | « la Tempête »                                                            |
| 31 no 3                                                            | Sonate pour piano no 18                    | MI ♭     | Piano                                                           | 1802        |                                                                           |
| 32                                                                 | Lied                                       | MI ♭     | Piano, voix                                                     | 1805        | Sur le poème An die Hoffnung de Tiedge                                    |
| 33                                                                 | Sept bagatelles pour piano                 |          | Piano                                                           | 1800 - 1802 |                                                                           |
| 34                                                                 | Six variations pour piano                  | FA       | Piano                                                           | 1802        |                                                                           |
| 35                                                                 | Quinze variations et fugue pour piano      | MI ♭     | Piano                                                           | 1802        | « Héroïques »                                                             |
| 36                                                                 | Symphonie no 2                             | RÉ       | Orchestre                                                       | 1801 - 1802 |                                                                           |
| 37                                                                 | Concerto pour piano no 3                   | ut       | Piano, orchestre                                                | 1800 - 1802 |                                                                           |
| 38                                                                 | Trio pour piano, clarinette et violoncelle | MI ♭     | Piano, clarinette / violon, violoncelle                         | 1803        | Arrangement du Septuor opus 20                                            |
| 39                                                                 | Deux préludes pour piano ou orgue          |          | Piano ou orgue                                                  | 1789        |                                                                           |
| 40                                                                 | Romance pour violon no 1                   | SOL      | Violon, Orchestre                                               | 1802        |                                                                           |
| 41                                                                 | Sérénade pour flûte et piano               | RÉ       | Flûte / violon, piano                                           | 1803        | Arrangement de la Sérénade op. 25, revu par Beethoven mais non de sa main |
| 42                                                                 | Notturno pour alto et piano                | RÉ       | Piano, alto                                                     | 1803        | Arrangement de la Sérénade op. 8, revu par Beethoven mais non de sa main  |
| 43                                                                 | Les Créatures de Prométhée                 | UT       | Orchestre                                                       | 1801        | Ballet en une ouverture et trois actes                                    |
| 44                                                                 | Quatorze variations pour trio              | MI ♭     | Piano, violon, violoncelle                                      | 1800        |                                                                           |
| 45 no 1                                                            | Marche pour piano à 4 mains no 1           | UT       | Piano 4 mains                                                   | 1802 - 1803 |                                                                           |
| 45 no 2                                                            | Marche pour piano à 4 mains no 2           | MI ♭     | Piano 4 mains                                                   | 1802 - 1803 |                                                                           |
| 45 no 3                                                            | Marche pour piano à 4 mains no 3           | RÉ       | Piano 4 mains                                                   | 1802 - 1803 |                                                                           |
| 46                                                                 | Cantate                                    | SI ♭     | Piano, voix                                                     | 1795 - 1796 | Sur le poème Adelaide de Matthisson                                       |
| 47                                                                 | Sonate pour violon no 9                    | LA       | Piano, violon                                                   | 1802 - 1803 | « à Kreutzer »                                                            |
| 48                                                                 | Six lieder                                 |          | Piano, voix                                                     | 1803        | Sur des poèmes de Gellert                                                 |
| 49 no 1                                                            | Sonate pour piano n° 19                    | sol      | Piano                                                           | 1798        |                                                                           |
| 49 no 2                                                            | Sonate pour piano n° 20                    | SOL      | Piano                                                           | 1796        |                                                                           |
| 50                                                                 | Romance pour violon no 2                   | FA       | Violon, orchestre                                               | 1802        |                                                                           |
| 51 no 1                                                            | Rondo pour piano no 1                      | UT       | Piano                                                           | 1797        |                                                                           |
| 51 no 2                                                            | Rondo pour piano no 2                      | SOL      | Piano                                                           | 1800        |                                                                           |
| 52                                                                 | Huit lieder, dont Marmotte                 |          | Piano, voix                                                     | 1793        | Sur des poèmes variés                                                     |
| 53                                                                 | Sonate pour piano n° 21                    | UT       | Piano                                                           | 1803 - 1804 | « Waldstein »                                                             |
| 54                                                                 | Sonate pour piano n° 22                    | FA       | Piano                                                           | 1804        |                                                                           |
| 55                                                                 | Symphonie no 3                             | MI ♭     | Orchestre                                                       | 1802 - 1804 | « Eroica »                                                                |
| 56                                                                 | Triple Concerto                            | UT       | Piano, violon, violoncelle, orchestre                           | 1804        |                                                                           |
| 57                                                                 | Sonate pour piano n° 23                    | fa       | Piano                                                           | 1804 - 1805 | « Appassionata »                                                          |
| 58                                                                 | Concerto pour piano no 4                   | SOL      | Piano, orchestre                                                | 1806        |                                                                           |
| 59 no 1                                                            | Quatuor à cordes no 7                      | FA       | 2 violons, alto, violoncelle                                    | 1806        | « Razumovsky »                                                            |
| 59 no 2                                                            | Quatuor à cordes no 8                      | mi       | 2 violons, alto, violoncelle                                    | 1806        | « Razumovsky »                                                            |
| 59 no 3                                                            | Quatuor à cordes no 9                      | UT       | 2 violons, alto, violoncelle                                    | 1806        | « Razumovsky »                                                            |
| 60                                                                 | Symphonie no 4                             | SI ♭     | Orchestre                                                       | 1806        |                                                                           |
| 61                                                                 | Concerto pour violon                       | RÉ       | Violon, orchestre                                               | 1806        |                                                                           |
| 61a                                                                | Concerto pour piano                        | RÉ       | Piano, orchestre                                                | 1807        | Transcription pour piano du Concerto op.61                                |
| 62                                                                 | Coriolan                                   | ut       | Orchestre                                                       | 1807        | Ouverture symphonique                                                     |
| 63                                                                 | Sonate en trio                             | MI ♭     | Piano, violon, violoncelle                                      | 1806        | Arrangement du Quintette à cordes opus 4, pas de Beethoven                |
| 64                                                                 | Sonate en duo                              | SOL      | Piano, violoncelle                                              | 1807        | Arrangement du Trio à cordes opus 3, pas de Beethoven                     |
| 65                                                                 | Air                                        | DO       | Soprano, Orchestre                                              | 1795 - 1796 | Sur le Ah ! Perfido de Métastase                                          |
| 66                                                                 | Douze variations pour piano et violoncelle | FA       | Piano, violoncelle                                              | 1798        | Sur Ein Mädchen oder Weibchen de Mozart                                   |
| 67                                                                 | Symphonie no 5                             | ut       | Orchestre                                                       | 1807 - 1808 | « Du destin »                                                             |
| 68                                                                 | Symphonie no 6                             | FA       | Orchestre                                                       | 1807 - 1808 | « Pastorale »                                                             |
| 69                                                                 | Sonate pour violoncelle no 3               | LA       | Piano, violoncelle                                              | 1807 - 1808 |                                                                           |
| 70 no 1                                                            | Trio avec piano no 5                       | RÉ       | Piano, violon, violoncelle                                      | 1807 - 1808 | « des Esprits » ou « le Fantôme »                                         |
| 70 no 2                                                            | Trio avec piano no 6                       | MI ♭     | Piano, violon, violoncelle                                      | 1807 - 1808 |                                                                           |
| 71                                                                 | Sextuor pour vents                         | MI ♭     | 2 clarinettes, 2 cors, 2 bassons                                | 1796        |                                                                           |
| 72                                                                 | Léonore II                                 | UT       | Orchestre                                                       | 1805        | Seconde ouverture pour Fidelio                                            |
| 72a                                                                | Léonore III                                | UT       | Orchestre                                                       | 1806        | Troisième ouverture pour Fidelio                                          |
| 72b                                                                | Fidelio (opéra)                            |          | Solistes, chœurs, orchestre                                     | 1803 - 1814 |                                                                           |
| 72b                                                                | Fidelio (ouverture)                        | MI       | Orchestre                                                       | 1814        | Ouverture définitive pour Fidelio                                         |
| 73                                                                 | Concerto pour piano no 5                   | MI ♭     | Piano, orchestre                                                | 1809        | « l'Empereur »                                                            |
| 74                                                                 | Quatuor à cordes no 10                     | MI ♭     | 2 violons, alto, violoncelle                                    | 1809        | « les Harpes »                                                            |
| 75                                                                 | Six lieder                                 |          | Piano, voix                                                     | 1809        | Sur des poèmes variés                                                     |
| 76                                                                 | Six variations pour piano                  | RÉ       | Piano                                                           | 1809        |                                                                           |
| 77                                                                 | Fantaisie pour piano                       | sol      | Piano                                                           | 1809        |                                                                           |
| 78                                                                 | Sonate pour piano n° 24                    | FA #     | Piano                                                           | 1809        | « à Thérèse »                                                             |
| 79                                                                 | Sonate pour piano n° 25                    | SOL      | Piano                                                           | 1809        | « Sonatine » ou « Sonate facile » ou « Le Coucou »                        |
| 80                                                                 | Fantaisie chorale                          | ut       | Piano, chœurs, orchestre                                        | 1808        |                                                                           |
| 81a                                                                | Sonate pour piano n° 26                    | MI ♭     | Piano                                                           | 1809 - 1810 | « Les Adieux »                                                            |
| 81b                                                                | Sextuor pour cordes et vents               | MI ♭     | 2 violons, alto, violoncelle, 2 cors                            | 1794        |                                                                           |
| 82                                                                 | Quatre airs et un duo                      |          | Piano, voix                                                     | 1795 - 1796 |                                                                           |
| 83                                                                 | Trois lieder                               |          | Piano, voix                                                     | 1810        | Sur des poèmes de Goethe                                                  |
| 84                                                                 | Egmont                                     | fa       | Soprano, orchestre                                              | 1809 - 1810 | Ouverture et musique de scène pour la pièce éponyme de Goethe             |
| 85                                                                 | Le Christ au Mont des Oliviers             |          | Solistes, chœurs, orchestre                                     | 1801 - 1803 | Oratorio                                                                  |
| 86                                                                 | Messe en ut majeur                         | UT       | Chœurs, orchestre                                               | 1807        |                                                                           |
| 87                                                                 | Trio pour vents                            | UT       | 2 hautbois, cor anglais                                         | 1793 - 1794 |                                                                           |
| 88                                                                 | Lied                                       | LA       | Piano, voix                                                     | 1803        | Sur le poème Lebensglück                                                  |
| 89                                                                 | Polonaise pour piano                       | UT       | Piano                                                           | 1814        |                                                                           |
| 90                                                                 | Sonate pour piano n° 27                    | mi       | Piano                                                           | 1814        |                                                                           |
| 91                                                                 | La Victoire de Wellington                  | MI ♭     | Orchestre                                                       | 1813        |                                                                           |
| 92                                                                 | Symphonie no 7                             | LA       | Orchestre                                                       | 1811 - 1812 |                                                                           |
| 93                                                                 | Symphonie no 8                             | FA       | Orchestre                                                       | 1812        |                                                                           |
| 94                                                                 | Lied                                       | SOL      | Piano, voix                                                     | 1812        | Sur le poème An die Hoffnung de Tiedge                                    |
| 95                                                                 | Quatuor à cordes no 11                     | fa       | 2 violons, alto, violoncelle                                    | 1810        | « Serioso »                                                               |
| 96                                                                 | Sonate pour violon no 10                   | SOL      | Piano, violon                                                   | 1812        |                                                                           |
| 97                                                                 | Trio avec piano no 7                       | SI ♭     | Piano, violon, violoncelle                                      | 1811        | « à l'Archiduc »                                                          |
| 98                                                                 | Six lieder                                 | UT       | Piano, Baryton                                                  | 1815 - 1816 | Sur les poèmes An die ferne Geliebte de Jeitteles                         |
| 99                                                                 | Lied                                       | SOL      | Piano, voix                                                     | 1816        | Sur le poème Der Mann von Wort de Kleinschmid                             |
| 100                                                                | Lied                                       | FA       | Piano, voix                                                     | 1814 - 1815 | Sur le poème Merkenstein de Rupprecht                                     |
| 101                                                                | Sonate pour piano n° 28                    | LA       | Piano                                                           | 1816        |                                                                           |
| 102 no 1                                                           | Sonate pour violoncelle no 4               | UT       | Piano, violoncelle                                              | 1815        |                                                                           |
| 102 no 2                                                           | Sonate pour violoncelle no 5               | RÉ       | Piano, violoncelle                                              | 1815        |                                                                           |
| 103                                                                | Octuor à vent                              | MI ♭     | 2 hautbois, 2 clarinettes, 2 cors, 2 bassons                    | 1792        |                                                                           |
| 104                                                                | Quintette à cordes no 3                    | ut       | 2 violons, 2 altos, violoncelle                                 | 1817        |                                                                           |
| 105                                                                | Six thèmes variés pour flûte et piano      |          | Flûte / violon, piano                                           | 1817 - 1818 |                                                                           |
| 106                                                                | Sonate pour piano n° 29                    | SI ♭     | Piano                                                           | 1817 - 1819 | « Hammerklavier »                                                         |
| 107                                                                | Dix thèmes variés pour flûte et piano      |          | Flûte / violon, piano                                           | 1817 - 1818 |                                                                           |
| 108                                                                | Vingt-cinq mélodies écossaises             |          | Voix, chœurs, piano, violon, violoncelle                        | 1815 - 1816 |                                                                           |
| 109                                                                | Sonate pour piano n° 30                    | MI       | Piano                                                           | 1820        |                                                                           |
| 110                                                                | Sonate pour piano n° 31                    | LA ♭     | Piano                                                           | 1821        |                                                                           |
| 111                                                                | Sonate pour piano n° 32                    | ut       | Piano                                                           | 1820 - 1822 |                                                                           |
| 112                                                                | Deux lieder                                | RÉ       | Piano, voix                                                     | 1815        | Sur les poèmes Meeresstille et Gluckliche Fahrt de Goethe                 |
| 113                                                                | Les Ruines d'Athènes                       | sol      | Orchestre                                                       | 1811        | Ouverture symphonique                                                     |
| 114                                                                | Marche avec chœur                          | SOL      | Chœurs, orchestre                                               | 1822        | Pour La Consécration de la maison                                         |
| 115                                                                | Jour de fête                               | UT       | Orchestre                                                       | 1814 - 1815 | Ouverture symphonique                                                     |
| 116                                                                | Trio vocal                                 | SI ♭     | Soprano, ténor, basse                                           | 1802        | Sur le poème Tremate empi de Bettoni                                      |
| 117                                                                | Le Roi Étienne                             | MI ♭     | Orchestre                                                       | 1811        | Ouverture symphonique                                                     |
| 118                                                                | Chant élégiaque                            | MI       | 4 solistes, 2 violons, alto, violoncelle                        | 1814        |                                                                           |
| 119                                                                | Onze bagatelles pour piano                 |          | Piano                                                           | 1822        | composées vers 1800-1802 (1-5) et 1820-1822 (6-11)                        |
| 120                                                                | Trente-trois variations pour piano         | UT       | Piano                                                           | 1823        | Sur une valse de Diabelli                                                 |
| 121a                                                               | Variations pour trio avec piano            | SOL      | Piano, violon, violoncelle                                      | 1815 - 1816 | Sur l'air de Ich bin der Schneider Kakadu de Müller                       |
| 121b                                                               | Opferlied                                  | MI       | Soprano, chœur, orchestre                                       | 1823 - 1824 | Sur le poème Die Flamme lodert, milder Schein de Matthisson               |
| 122                                                                | Bundeslied                                 | SI ♭     | Soprano, alto, chœur à 3 voix, 2 clarinettes, 2 cors, 2 bassons | 1823 - 1824 | Sur le poème In allen guten Stunden de Goethe                             |
| 123                                                                | Missa Solemnis                             | RÉ       | 4 solistes, chœurs, orchestre                                   | 1818 - 1822 |                                                                           |
| 124                                                                | La Consécration de la maison               | UT       | Orchestre                                                       | 1822        | Ouverture symphonique                                                     |
| 125                                                                | Symphonie no 9                             | ré       | 4 solistes, chœurs, orchestre                                   | 1822 - 1824 | Chœur final sur l'Ode à la joie de Schiller                               |
| 126                                                                | Six bagatelles pour piano                  |          | Piano                                                           | 1823 - 1824 |                                                                           |
| 127                                                                | Quatuor à cordes no 12                     | MI ♭     | 2 violons, alto, violoncelle                                    | 1823 - 1824 |                                                                           |
| 128                                                                | Arietta                                    |          | Voix, piano                                                     | 1822        | Sur le poème Der Kuss de Weisse                                           |
| 129                                                                | Rondo pour piano                           | SOL      | Piano                                                           | 1795        | « Colère pour un sou perdu »                                              |
| 130                                                                | Quatuor à cordes no 13                     | SI ♭     | 2 violons, alto, violoncelle                                    | 1824 - 1825 |                                                                           |
| 131                                                                | Quatuor à cordes no 14                     | ut #     | 2 violons, alto, violoncelle                                    | 1826        |                                                                           |
| 132                                                                | Quatuor à cordes no 15                     | la       | 2 violons, alto, violoncelle                                    | 1823 - 1825 |                                                                           |
| 133                                                                | Grande Fugue                               | SI ♭     | 2 violons, alto, violoncelle                                    | 1823 - 1825 |                                                                           |
| 134                                                                | Grande Fugue                               | SI ♭     | Piano à 4 mains                                                 | 1826        | Transcription de l'opus 133                                               |
| 135                                                                | Quatuor à cordes no 16                     | FA       | 2 violons, alto, violoncelle                                    | 1826        |                                                                           |
| 136                                                                | Cantate                                    | RÉ       | 4 solistes, Chœurs, orchestre                                   | 1814        | Sur le poème Der glorreiche Augenblick de Weissenbach                     |
| 137                                                                | Fugue pour quintette à cordes              | RÉ       | 2 violons, 2 altos, violoncelle                                 | 1817        |                                                                           |
| 138                                                                | Leonore I                                  | UT       | Orchestre                                                       | 1805        | Première ouverture pour Fidelio                                           |

## Classifications sans numéro d'opus

### Catalogue WoO
| CLASSIFICATION DES ŒUVRES SANS NUMÉRO D'OPUS d'après Kinsky |                               |          |                                               |           | |
| WoO                                                         | Titreb                        | Tonalité | Instrumentation                               | Période   | Sous-titre / Commentaires |
| 1                                                           | Ritterballet                  | RÉ       | Orchestre                                     | 1791      | |
| 2a                                                          | Marche triomphale             | UT       | Orchestre                                     | 1813      | pour la tragédie Tarpeja de Kuffner |
| 2b                                                          | Prélude                       | RÉ       | Orchestre                                     | 1805      | pour l'acte II de Leonore |
| 3                                                           | Menuet                        | MI ♭     | Orchestre                                     | 1822      | Gratulations-Menuett |
| 4                                                           | Concerto pour piano           | MI ♭     | Piano, orchestre                              | 1784      | Partition pour piano uniquement, avec indications pour l'orchestration |
| 5                                                           | Concerto pour violon          | UT       | Violon, orchestre                             | 1792      | Fragment du premier mouvement |
| 6                                                           | Rondo pour piano et orchestre | SI ♭     | Piano, orchestre                              | 1794      | Originellement destiné au Deuxième Concerto pour piano ? |
| 7                                                           | Douze menuets                 |          | Orchestre                                     | 1795      | |
| 8                                                           | Douze allemandes              |          | Orchestre                                     | 1795      | |
| 9                                                           | Six menuets                   |          | 2 violons, violoncelle                        | 1795      | Authenticité douteuse |
| 10                                                          | Six menuets                   |          | Orchestre                                     | 1795      | Version originale perdue, seul un arrangement pour piano existe |
| 11                                                          | Sept Ländler                  |          | 2 violons, violoncelle                        | 1798      | Version originale perdue, seul un arrangement pour piano existe |
| 12                                                          | Douze menuets                 |          | Orchestre                                     | 1799      | Œuvre de Kaspar Karl Beethoven |
| 13                                                          | Douze allemandes              |          | Orchestre                                     | 1797      | Version originale perdue, seul un arrangement pour piano existe |
| 14                                                          | Douze contredanses            |          | Orchestre                                     | 1802      | |
| 15                                                          | Six Ländler                   |          | 2 violons, violoncelle                        | 1802      | |
| 16                                                          | Douze écossaises              |          | Orchestre                                     | 1807      | Apocryphe |
| 17                                                          | Onze danses                   |          | 2 clarinettes, 2 cors, 2 violons, contrebasse | 1819      | Authenticité douteuse |
| 18                                                          | Marche militaire et Trio      | FA       | Fanfare militaire                             | 1809      | Marche de Yorck |
| 19                                                          | Marche militaire et Trio      | FA       | Fanfare militaire                             | June 1810 | |
| 20                                                          | Marche militaire et Trio      | UT       | Fanfare militaire                             | 1810      | La Retraite |
| 21                                                          | Polonaise militaire           | RÉ       | Fanfare militaire                             | 1810      | |
| 22                                                          | Écossaise militaire           | RÉ       | Fanfare militaire                             | 1810      | |
| 23                                                          | Écossaise militaire           | SOL      | Fanfare militaire                             | 1810      | Version originale perdue, seul un arrangement pour piano de Carl Czerny existe                                                                                                   |
| 24                                                          | Marche militaire              | RÉ       | Fanfare militaire                             | June 1816 | |
| 25                                                          | Rondo                         | MI ♭     | 2 hautbois, 2 clarinettes, 2 cors, 2 bassons  | 1793      | Finale primitif de l'Octuor à vent, opus 103 |
| 26                                                          | Duo pour flûtes               | SOL      | 2 flûtes                                      | 1792      | |
| 27 no 1                                                     | Duo pour vents                | UT       | Clarinette, basson                            | 1815      | Authenticité discutée |
| 27 no 2                                                     | Duo pour vents                | FA       | Clarinette, basson                            | 1815      | Authenticité discutée |
| 27 no 3                                                     | Duo pour vents                | SI ♭     | Clarinette, basson                            | 1815      | Authenticité discutée |
| 28                                                          | Variations                    | UT       | 2 hautbois, cor anglais                       | 1795      | Sur l'air de La ci darem la mano extrait de l'opéra Don Giovanni de Mozart |
| 29                                                          | Marche                        | SI ♭     | 2 clarinettes, 2 cors, 2 bassons              | 1798      | Il existe également une version pour orgue, la Marche des grenadiers pour horloge mécanique en fa majeur Hess 107                                                                |
| 30 no 1                                                     | Equale                        | ré       | 4 trombones                                   | 1812      | Autre version pour 4 voix d'homme |
| 30 no 2                                                     | Equale                        | RÉ       | 4 trombones                                   | 1812      | Autre version pour 4 voix d'homme |
| 30 no 3                                                     | Equale                        | SI ♭     | 4 trombones                                   | 1812      | Autre version pour 4 voix d'homme |
| 31                                                          | Fugue                         | RÉ       | Orgue                                         | 1783      | |
| 32                                                          | Duo                           | MI ♭     | Alto, violoncelle                             | 1797      | |
| 33                                                          | Cinq mouvements               |          | Horloge musicale                              | 1799      | |
| 34                                                          | Duo                           | LA       | 2 violons                                     | 1822      | |
| 35                                                          | Canon                         | LA       | 2 violons                                     | 1825      | |
| 36 no 1                                                     | Quatuor avec piano            | RÉ       | Piano, violon, alto, violoncelle              | 1785      | |
| 36 no 2                                                     | Quatuor avec piano            | UT       | Piano, violon, alto, violoncelle              | 1785      | |
| 36 no 3                                                     | Quatuor avec piano            | SOL      | Piano, violon, alto, violoncelle              | 1785      | |
| 37                                                          | Trio                          | SOL      | Piano, flûte, basson                          | 1786      | |
| 38                                                          | Trio avec piano               | MI ♭     | Piano, violon, violoncelle                    | 1791      | |
| 39                                                          | Trio avec piano               | SI ♭     | Piano, violon, violoncelle                    | 1812      | |
| 40                                                          | Douze variations              | FA       | Piano, violon                                 | 1793      | Sur l'air de Se vuol ballare extrait de l'opéra Les Noces de Figaro de Mozart |
| 41                                                          | Rondo                         | SOL      | Piano, violon                                 | 1794      | |
| 42                                                          | Six allemandes                |          | Piano, Violon                                 | 1796      | |
| 43 no 1                                                     | Sonatine                      | ut       | Mandoline, clavecin                           | 1796      | |
| 43 no 2                                                     | Adagio                        | MI ♭     | Mandoline, clavecin                           | 1796      | |
| 44a                                                         | Sonatine                      | UT       | Mandoline, clavecin                           | 1796      | |
| 44b                                                         | Thème et variations           | RÉ       | Mandoline, clavecin                           | 1796      | |
| 45                                                          | Douze variations              | SOL      | Piano, violoncelle                            | 1796      | Sur l'air de See the conqu'ring hero comes extrait de l'oratorio Judas Macchabée de Haendel                                                                                      |
| 46                                                          | Sept variations               | MI ♭     | Piano, violoncelle                            | 1801      | Sur l'air de Bei Männer, welche Liebe fühlen extrait de l'opéra la Flûte enchantée de Mozart                                                                                     |
| 47 no 1                                                     | Sonate pour piano             | MI ♭     | Piano                                         | 1783      | Première des trois Sonates à l'Électeur dédiées à Max-Franz |
| 47 no 2                                                     | Sonate pour piano             | fa       | Piano                                         | 1783      | Deuxième des trois Sonates à l'Électeur dédiées à Max-Franz |
| 47 no 3                                                     | Sonate pour piano             | RÉ       | Piano                                         | 1783      | Dernière des trois Sonates à l'Électeur dédiées à Max-Franz |
| 48                                                          | Rondo                         | UT       | Piano                                         | 1783      | |
| 49                                                          | Rondo                         | LA       | Piano                                         | 1783      | |
| 50                                                          | Sonatine                      | FA       | Piano                                         | 1793      | |
| 51                                                          | Sonatine                      | UT       | Piano                                         | 1798      | |
| 52                                                          | Bagatelle                     | ut       | Piano                                         | 1795      | |
| 53                                                          | Allegretto                    | ut       | Piano                                         | 1797      | |
| 54                                                          | Bagatelle                     |          | Piano                                         | 1802      | |
| 55                                                          | Prélude                       | fa       | Piano ou orgue                                | 1805      | |
| 56                                                          | Bagatelle                     | UT       | Piano                                         | 1803      | |
| 57                                                          | Andante Favori                | FA       | Piano                                         | 1803      | Mouvement lent original de la Sonate Waldstein |
| 58                                                          | Deux cadences                 | ré       | Piano                                         | 1809      | Pour le Concerto pour piano K. 466 de Mozart |
| 59                                                          | Bagatelle                     | la       | Piano                                         | 1810      | Lettre à Élise |
| 60                                                          | Bagatelle                     | SI ♭     | Piano                                         | 1818      | |
| 61                                                          | Allegretto                    | si       | Piano                                         | 1821      | |
| 61a                                                         | Allegretto quasi Andante      | sol      | Piano                                         | 1825      | |
| 62                                                          | Andante maestoso              | UT       | Piano                                         | 1826      | Letzter musikalischer Gedanke |
| 63                                                          | Neuf variations               | ut       | Piano                                         | 1782      | Sur une marche de Dressler (première œuvre publiée de Beethoven) |
| 64                                                          | Six variations                | FA       | Piano / Harpe                                 | 1793      | Sur un chant suisse |
| 65                                                          | Vingt-quatre variations       | RÉ       | Piano                                         | 1791      | Sur l'air de Venni Amore de Righini |
| 66                                                          | Treize variations             | LA       | Piano                                         | 1792      | Sur l'air de Es war einmal ein alter Mann extrait de Das rote Kappchen de Dittersdorf                                                                                            |
| 67                                                          | Huit variations               | UT       | Piano 4 mains                                 | 1792      | Sur un thème du comte Waldstein |
| 68                                                          | Douze variations              | UT       | Piano                                         | 1795      | Sur l'air du Menuet à la Vigano extrait du ballet Le nozze disturbate de Haibel                                                                                                  |
| 69                                                          | Neuf variations               | LA       | Piano                                         | 1795      | Sur l'air de Quant'e piu bello extrait de l'opéra La Molinara de Paisiello |
| 70                                                          | Six variations                | SOL      | Piano                                         | 1795      | Sur l'air de Nel cor piu non mi sento extrait de l'opéra La Molinara de Paisiello                                                                                                |
| 71                                                          | Douze variations              | LA       | Piano                                         | 1797      | Sur l'air de la Danse russe extraite du ballet Das Waldmadchen de Wranitzky |
| 72                                                          | Huit variations               | UT       | Piano                                         | 1795      | Sur l'air de Mich brannt ein heißes Fieber extrait de l'opéra Richard Lowenherz de Grétry                                                                                        |
| 73                                                          | Dix variations                | SI ♭     | Piano                                         | 1799      | Sur l'air de La stessa, la stessissima extrait de l'opéra Falstaff de Salieri |
| 74                                                          | Lied et six variations        | RÉ       | Piano 4 mains                                 | 1803      | D'après Ich denke dein de Goethe |
| 75                                                          | Sept variations               | FA       | Piano                                         | 1792      | Sur l'air de Kind, willst du ruhig schlafen extrait de l'opéra Das unterbrochene Opferfest de Winter                                                                             |
| 76                                                          | Huit variations               | FA       | Piano                                         | 1799      | Sur l'air de Tändeln und scherzen extrait de l'opéra Soliman II de Süssmayr |
| 77                                                          | Six variations                | SOL      | Piano                                         | 1800      | Sur un thème original |
| 78                                                          | Sept variations               | UT       | Piano                                         | 1803      | Sur l'air du chant populaire God save the King |
| 79                                                          | Cinq variations               | RÉ       | Piano                                         | 1803      | Sur l'air du chant populaire Rule Britannia |
| 80                                                          | Trente-deux variations        | ut       | Piano                                         | 1806      | Sur un thème original |
| 81                                                          | Allemande                     | LA       | Piano                                         | 1793      | |
| 82                                                          | Menuet                        | MI ♭     | Piano                                         | 1805      | |
| 83                                                          | Six Écossaises                | MI ♭     | Piano                                         | 1806      | |
| 84                                                          | Valse                         | MI ♭     | Piano                                         | 1824      | |
| 85                                                          | Valse                         | RÉ       | Piano                                         | 1825      | |
| 86                                                          | Écossaise                     | MI ♭     | Piano                                         | 1825      | |
| 87                                                          | Cantate                       |          | Solistes, chœurs, orchestre                   | 1790      | Sur la mort de l'empereur Joseph II |
| 88                                                          | Cantate                       |          | Solistes, chœurs, orchestre                   | 1790      | Sur l'avènement de l'empereur Léopold II |
| 89                                                          | Air                           | FA       | Contrebasse, orchestre                        | 1792      | Prufung des Kussens |
| 90                                                          | Air                           | RÉ       | Contrebasse, orchestre                        | 1792      | Mit Madeln sich vertragen |
| 91                                                          | Deux airs de Singspiel        |          | Voix, orchestre                               | 1796      | O Welch ein Leben ! – Soll ein Schuh nicht drukken |
| 92                                                          | Air                           | LA       | Soprano, orchestre                            | 1792      | Primo amore |
| 92a                                                         | Air                           |          | Soprano, cordes                               | 1802      | No, non turbati |
| 93                                                          | Air en duo                    | MI       | Soprano, ténor, orchestre                     | 1803      | Sur Nei giorni tuoi felici de Métastase |
| 94                                                          | Chant                         | SI ♭     | Basse, chœurs, orchestre                      | 1814      | Germania pour l'opérette Die gute Nachricht de Treitschke |
| 95                                                          | Chœur                         | LA       | Chœur, orchestre                              | 1814      | Sur un texte de Karl Bernard, pour le Congrès de Vienne |
| 96                                                          | Musique de scène              |          | Voix, chœur, orchestre                        | 1815      | Pour le drame Leonore Prohaska de Duncker |
| 97                                                          | Chant                         | RÉ       | Basse, chœur, orchestre                       | 1815      | Es ist vollbracht pour l'opérette Die Ehrenpforten de Treitschke |
| 98                                                          | Chœur                         | SI ♭     | Soprano, chœur, orchestre                     | 1822      | Wo sich die Pulse pour La Consécration de la maison |
| 99                                                          | 26 chants italiens            |          | Soprano, alto, ténor, basse                   | 1793-1803 | Duos, trios et quatuors a cappella (sauf WoO 99 n°24 pour ténor et accompagnement de piano par W. Hess); sur des textes de Métastase à l'occasion de leçons avec Antonio Salieri |
| 100                                                         | Canon                         | SOL      | 3 solistes, chœur                             | 1801      | Lob auf den Dicken pour Ignaz Schuppanzigh |
| 101                                                         | Chant                         | MI ♭     | 3 voix                                        | 1802      | Graf, Graf, liebster Graf |
| 102                                                         | Chant                         | SI ♭     | 3 voix d'hommes                               | 1814      | Sur le poème Die Stunde schlagt de Seyfried |
| 103                                                         | Cantate                       | SI ♭     | Soprano, 2 ténors, basse                      | 1814      | Un lieto brindisi |
| 104                                                         | Chant                         | ut       | 2 ténors, basse                               | 1817      | Rasch tritt der Tod pour le Guillaume Tell de Schiller |
| 105                                                         | Lied                          | UT       | Ténor, chœur, piano                           | 1819      | Auf Freunde, singt dem Gott der Ehen! |
| 106                                                         | Cantate                       | MI ♭     | Soprano, chœur, piano                         | 1823      | Es lebe unser teurer Fürst ! texte de Beethoven pour l'anniversaire de Lobkowitz                                                                                                 |
| 107                                                         | Lied                          | SOL      | Soprano, piano                                | 1784      | Schilderung eines Madchens |
| 108                                                         | Lied                          | LA       | Soprano, piano                                | 1784      | An einen Saugling |
| 109                                                         | Lied                          | UT       | Chœur                                         | 1790      | Trinklied : Erhebt das Glas mit froher Hand |
| 110                                                         | Lied                          | fa       | Voix, piano                                   | 1793      | Elegie auf den Tod eines Pudels |
| 111                                                         | Lied                          | SOL      | Chœur                                         | 1792      | Punschlied: Wer nicht, wenn wam von Hand zu Hand er Punsch |
| 112                                                         | Lied                          | SOL      | Voix, piano                                   | 1792      | Sur le poème An Laura de Matthisson |
| 113                                                         | Lied                          | MI       | Voix, piano                                   | 1792      | Sur le poème Klage de Holty |
| 114                                                         | Lied                          | MI       | Voix, piano                                   | 1792      | Sur le poème Selbstgespräch de Gleim |
| 115                                                         | Lied                          | RÉ       | Voix, piano                                   | 1792      | Sur le poème An Minna |
| 116                                                         | Lied                          | UT       | Voix, piano                                   | 1793      | Sur le poème Que le temps me dure de Rousseau |
| 117                                                         | Lied                          | UT       | Chœur                                         | 1792      | Sur le poème Der freie Mann de Pfeffel |
| 118                                                         | 2 Lieder                      | ut       | Voix, piano                                   | 1795      | Sur les poèmes Seufzer eines Ungeliebten et Gegenliebe de Gottfried August Bürger                                                                                                |
| 119                                                         | Lied                          | SOL      | Chœur                                         | 1794      | Sur le poème O care selve de Métastase |
| 120                                                         | Lied                          | FA       | Voix, piano                                   | 1802      | Sur le poème Man strebt die Flamme zu verhehlen |
| 121                                                         | Lied                          | SOL      | Voix, piano                                   | 1796      | Sur le poème Abschiedsgesang an Wiens Burger de Friedelberg |
| 122                                                         | Lied                          | UT       | Chœur                                         | 1797      | Sur le poème Kriegslied der Osterreicher de Friedelberg |
| 123                                                         | Lied                          | SOL      | Voix, piano                                   | 1796      | Sur le poème Zärtliche Liebe de Herrosee |
| 124                                                         | Lied                          | LA       | Voix, piano                                   | 1796      | Sur le poème La partanza de Métastase |
| 125                                                         | Lied                          | MI ♭     | Voix, piano                                   | 1798      | Sur le poème La Tiranna traduit par William Wennington |
| 126                                                         | Lied                          | MI       | Voix, piano                                   | 1794      | Sur le poème Die Flamme lodert de Matthisson |
| 127                                                         | Lied                          | UT       | Voix, piano                                   | 1799      | Sur le poème Neue Liebe, neues Leben de Goethe |
| 128                                                         | Lied                          | SOL      | Voix, piano                                   | 1799      | Sur la chanson française Plaisir d'aimer |
| 129                                                         | Lied                          | FA       | Voix, piano                                   | 1803      | Sur le poème Der Wachtelschlag de Sauter |
| 130                                                         | Lied                          | ut       | Voix, piano                                   | 1805      | Sur le poème Gedenke mein |
| 131                                                         | Lied                          | ré       | Voix, piano                                   | 1800      | Sur le poème Erlkönig (Le Roi des aulnes) de Goethe |
| 132                                                         | Lied                          | MI ♭     | Voix, piano                                   | 1806      | Sur le poème Als die Geliebte sich trennen wollte traduit par Stephan von Breuning                                                                                               |
| 133                                                         | Lied                          | LA ♭     | Voix, piano                                   | 1806      | Sur le poème In questa tomba oscura de Carpani |
| 134                                                         | Lied                          | sol      | Voix, piano                                   | 1806      | Sur le poème Nur wer die Sehnsucht kennt de Goethe |
| 135                                                         | Lied                          | ut       | Voix, piano                                   | 1815      | Sur le poème Die laute Klage de Herder |
| 136                                                         | Lied                          | RÉ       | Voix, piano                                   | 1809      | Sur le poème Andenken de Matthisson |
| 137                                                         | Lied                          | SI ♭     | Voix, piano                                   | 1809      | Sur le poème Lied aus der Ferne de Reissig |
| 138                                                         | Lied                          | SI ♭     | Voix, piano                                   | 1809      | Sur le poème Der Jungling in der Fremde de Reissig |
| 139                                                         | Lied                          | RÉ       | Voix, piano                                   | 1809      | Sur le poème Der Liebende de Reissig |
| 140                                                         | Lied                          | RÉ       | Voix, piano                                   | 1811      | Sur le poème An die Geliebte de Stoll |
| 141                                                         | Lied                          | UT       | Voix, piano                                   | 1813      | Sur le poème Der Gesang der Nachtigall de Herder |
| 142                                                         | Lied                          | mi       | Voix, piano                                   | 1813      | Sur le poème Der Bardengeist de Hermann |
| 143                                                         | Lied                          | MI ♭     | Voix, piano                                   | 1814      | Sur le poème Des Kriegers Abschied de Reissig |
| 144                                                         | Lied                          | MI ♭     | Voix, piano                                   | 1814      | Sur la chanson Merkenstein |
| 145                                                         | Lied                          | SOL      | Voix, piano                                   | 1815      | Sur le poème Das Geheimnis de Wessenberg |
| 146                                                         | Lied                          | MI       | Voix, piano                                   | 1816      | Sur le poème Sehnsucht de Reissig |
| 147                                                         | Lied                          | LA       | Voix, piano                                   | 1816      | Sur le poème Ruf vom Berge de Treitschke |
| 148                                                         | Lied                          | FA       | Voix, piano                                   | 1817      | Sur le poème So oder so de Lappe |
| 149                                                         | Lied                          | RÉ       | Voix, piano                                   | 1817      | Sur le poème Resignation du comte Haugwitz |
| 150                                                         | Lied                          | MI       | Voix, piano                                   | 1820      | Sur le poème Abendlied unterm gestirnten Himmel de Goeble |
| 151                                                         | Lied                          | SOL      | Voix, piano                                   | 1823      | Sur le poème Der edle Mensch sei hulfreich und gut de Goethe |
| 152                                                         | Vingt-cinq chants irlandais   |          | Voix, piano, violon, violoncelle              | 1813      | |
| 153                                                         | Vingt chants irlandais        |          | Voix, piano, violon, violoncelle              | 1816      | |
| 154                                                         | Douze chants irlandais        |          | Voix, piano, violon, violoncelle              | 1816      | |
| 155                                                         | Vingt-six chants gallois      |          | Voix, piano, violon, violoncelle              | 1812      | |
| 156                                                         | Douze chants écossais         |          | Voix, piano                                   | 1818      | |
| 157                                                         | Douze chants populaires       |          | Voix, piano, violon, violoncelle              | 1815      | |
| 158                                                         | Trente-sept chants populaires |          | Voix, piano, violon, violoncelle              | 1817      | |
| 159                                                         | Canon                         | FA       | 3 Voix                                        | 1795      | Im Arm der Liebe ruht sich's wohl |
| 160 no 1                                                    | Canon                         | SOL      | 3 Voix                                        | 1795      | Sur le texte O care selve de Métastase (Cf. WoO 119) |
| 160 no 2                                                    | Canon                         | UT       | 4 Voix                                        | 1795      | Pas de texte |
| 161                                                         | Canon                         | UT       | 3 Voix                                        | 1810      | |
| 162                                                         | Canon                         | SI ♭     | 4 Voix                                        | 1812      | Ta ta ta, lieber Mälzel (authenticité discutée) |
| 163                                                         | Canon                         | fa       | 3 Voix                                        | 1813      | Kurz ist der Schmerz |
| 164                                                         | Canon                         | UT       | 3 Voix                                        | 1814      | Freundschaft ist die Quelle wahrer Gluckseligkeit |
| 165                                                         | Canon                         |          | 4 Voix                                        | 1815      | Glück zum neuen Jahr ! |
| 166                                                         | Canon                         | FA       | 3 Voix                                        | 1815      | Kurz ist der Schmerz |
| 167                                                         | Canon                         | UT       | 3 Voix                                        | 1815      | Brauchle, Linke |
| 168a                                                        | Canon                         | FA       | 3 Voix                                        | 1816      | Das Schweigen |
| 168b                                                        | Canon                         | FA       | 3 Voix                                        | 1816      | Das Reden |
| 169                                                         | Canon                         | UT       | 2 Voix                                        | 1816      | Ich kusse Sie... |
| 170                                                         | Canon                         | UT       | 2 Voix                                        | 1816      | Ars longa, vita brevis |
| 171                                                         | Canon                         | SOL      | 4 Voix                                        | 1795      | Gluck fehl' dir vor allem... (authenticité discutée) |
| 172                                                         | Canon                         | MI ♭     | 3 Voix                                        | 1818      | Ich bitt' dich, schreib' mir die Es-Scala auf |
| 173                                                         | Canon                         | SI ♭     | 2 Voix                                        | 1819      | Hol' euch der Teufel ! B'hut euch Gott ! |
| 174                                                         | Canon                         | SI ♭     | 4 Voix                                        | 1819      | Glaube und hoffe |
| 175                                                         | Canon                         | LA       | 2 Voix                                        | 1820      | Sank Petrus war ein Fels, Bernardus war ein Sankt |

### Catalogue Hess
Légende :
Quand un numéro figure dans la colonne "WoO/Op." :
- Si le numéro n'est pas entre parenthèses, c'est une œuvre déjà référencée dans le catalogue Kinsky
- Si le numéro est entre parenthèses, c'est une œuvre qui fait ou devrait faire partie de l'œuvre référencée dans le catalogue Kinsky
- Si le numéro est suivi de "op.", c'est une œuvre en relation avec l'œuvre référencée par le N° d'opus.

| Classification Par Numéro De Hess (liste non exhaustive) |            | |                           |                                 |                | |
| Œuvres orchestrales assorties                            |            | |                           |                                 |                | |
| Hess                                                     | WoO/Op.    | Titre | Tonalité                  | Instrumentation                 | Période        | Sous-titre / Commentaires                                                                                       |
| 1                                                        |            | Final original du 1er mouvement de la 8e symphonie                                                                          | FA                        | orchestre                       | 1812           | version de la création : 34 min                                                                                 |
| 2                                                        | WoO 12     | Menuets (12) |                           | orchestre                       | 1799           | authenticité douteuse                                                                                           |
| 3                                                        |            | Écossaises (12) |                           | clavier ou orchestre            |                | |
| 4                                                        | WoO 23     | Écossaise | SOL                       | orchestre                       | 1810           | |
| 5                                                        | WoO 13     | Allemandes (12) |                           | orchestre                       | 1796-1797      | n'existe qu'en version pour piano                                                                               |
| 6                                                        | (WoO 18)   | Marche pour l'armée bohémienne                                                                                              | FA                        | orchestre                       | 1809           | |
| 7                                                        | WoO 18     | Zapfenstreich (Retraite) N°1                                                                                                | FA                        | orchestre                       | 1809-1810      | identique au précédent H 6 mais avec l'addition d'un petit trio                                                 |
| 8                                                        | (WoO 19)   | Marche pour l'archiduc Anton                                                                                                | FA                        | orchestre                       | 1812           | |
| 9                                                        | WoO 19     | Zapfenstreich (Retraite) N°3                                                                                                | FA, fa                    | orchestre                       | 1810           | identique à la première version du H 8. À cela appartient un petit trio en fa mineur intitulé: "Trio sur le N°3 |
| Concertos et mouvements solo avec orchestre              |            | |                           |                                 |                | |
| Hess                                                     | WoO/Op.    | Titre | Tonalité                  | Instrumentation                 | Période        | Sous-titre / Commentaires                                                                                       |
| 10                                                       | WoO 5      | Concerto pour violon et orchestre                                                                                           | DO                        | violon et orchestre             | 1790-1792      | fragment du 1er mouvement                                                                                       |
| 11                                                       |            | Romance N°3, pour violon avec orchestre                                                                                     |                           | violon et orchestre             | 1816           | perdu, d'après W. Altmann - préface à l'édition Steiner de 1816 des concertos pour violon                       |
| 12                                                       |            | Concerto pour hautbois avec orchestre                                                                                       | FA                        | hautbois et orchestre           | vers 1792-1793 | perdu |
| 13                                                       | (WoO 37)   | Romance cantabile pour piano, flûte et basson avec accompagnement de 2 hautbois et cordes                                   | mi                        | piano, flûte et basson          | 1786           | fragment - prévu comme mouvement lent d'une œuvre plus grande, mais peut-être pas WoO 37                        |
| 14                                                       | (Op. 19)   | Concerto pour piano avec orchestre                                                                                          | SI {\displaystyle \flat } | piano et orchestre              | 1794-1795      | esquisses pour le 1er mouvement du 2e Concerto - 1ère version                                                   |
| 15                                                       |            | Concerto pour piano avec orchestre                                                                                          | RÉ                        | piano et orchestre              | 1814-1815      | fragment |
| 16                                                       | (Op. 80)   | Fantaisie Chorale, op. 80                                                                                                   | do                        | piano et orchestre              | 1808           | version originale du début                                                                                      |
| Musique de chambre pour instruments à vent               |            | |                           |                                 |                | |
| Hess                                                     | WoO/Op.    | Titre | Tonalité                  | Instrumentation                 | Période        | Sous-titre / Commentaires                                                                                       |
| 17                                                       | WoO 26     | Allegro et Menuet, en sol majeur, pour 2 flûtes                                                                             | SOL                       | 2 flûtes                        | 1792           | |
| 18                                                       | WoO 28     | Variations pour 2 hautbois et cor anglais sur "Là ci darem la mano" de Wolfgang Amadeus Mozart                              | DO                        | 2 hautbois                      | 1795-1796      | |
| 19                                                       |            | Quintette, en Mi {\displaystyle \flat } majeur, pour hautbois, 3 cors et basson                                             | MI {\displaystyle \flat } | hautbois, 3 cors, basson        | 1793 ?         | fragment |
| 20                                                       | WoO 17     | Danses viennoises (11) pour 7-8 instruments à vent                                                                          |                           | instruments à vent              | 1819           | |
| 21                                                       |            | Andante con Variazioni du Septuor (Op. 20) pour 9-10 instruments à vent                                                     |                           | instruments à vent              |                | fragment d'une version - Authenticité douteuse                                                                  |
| Musique de chambre pour instruments à cordes             |            | |                           |                                 |                | |
| Hess                                                     | WoO/Op.    | Titre | Tonalité                  | Instrumentation                 | Période        | Sous-titre / Commentaires                                                                                       |
| 22                                                       | WoO 32     | Duo, en Mi {\displaystyle \flat } majeur, pour alto et violoncelle                                                          | MI {\displaystyle \flat } | alto, violoncelle               | 1795           | mouvement de sonate                                                                                             |
| 23                                                       | WoO 32     | Menuet, en Mi {\displaystyle \flat } majeur, pour alto et violoncelle                                                       | MI {\displaystyle \flat } | alto, violoncelle               | 1795           | |
| 24                                                       | WoO 32     | Mouvement lent, en do majeur, pour alto et violoncelle                                                                      | DO                        | alto, violoncelle               | 1795           | 23 m |
| 25                                                       | (Op. 3)    | Version antérieure de Trio pour cordes, Op. 3                                                                               | MI {\displaystyle \flat } | 2 violons, violoncelle          | 1793           | |
| 26                                                       | WoO 9      | Menuets (6) pour 2 violons et basse                                                                                         |                           | 2 violons, basse                | 1795           | |
| 27                                                       | WoO 11     | Landlers (7) pour 2 violons et basse                                                                                        | RÉ                        | 2 violons, basse                | 1799           | seule la version piano est arrivée jusqu'à nous                                                                 |
| 28                                                       | (Op. 9/1)  | Deuxième Trio pour le Scherzo du Trio pour cordes, Opus 9/1                                                                 | SOL                       | 2 violons, violoncelle          | 1797-1798      | |
| 29                                                       |            | Prélude et fugue, en mi mineur, pour 2 violons et violoncelle                                                               | mi                        | 2 violons, violoncelle          | 1795           | composé durant les études avec Albrechtsberger                                                                  |
| 30                                                       |            | Prélude et fugue, en fa majeur, pour quatuor à cordes                                                                       | FA                        | 2 violons, alto, violoncelle    | 1795           | composé durant les études avec Albrechtsberger                                                                  |
| 31                                                       |            | Prélude et fugue, en do majeur, pour quatuor à cordes                                                                       | DO                        | 2 violons, alto, violoncelle    | 1795           | composé durant les études avec Albrechtsberger                                                                  |
| 32                                                       | (Op. 18/1) | Quatuor pour cordes, en fa majeur, Op. 18/1                                                                                 | FA                        | 2 violons, alto, violoncelle    | 1799           | 1ère version |
| 33                                                       |            | Menuet, en la {\displaystyle \flat } majeur, pour quatuor à cordes                                                          | LA {\displaystyle \flat } | 2 violons, alto, violoncelle    | v 1790         | inédit, 71 min                                                                                                  |
| 34                                                       | (Op. 14/1) | Quatuor pour cordes, en fa majeur, d'après la Sonate Op. 14/1                                                               | FA                        | 2 violons, alto, violoncelle    | 1801-1802      | |
| 35                                                       |            | Version pour quatuor à cordes, de la fugue N°24 en si mineur du 1er livre du Clavier bien tempéré de Johann Sebastian Bach  | si                        | 2 violons, alto, violoncelle    | 1817           | fragment |
| 36                                                       |            | Version pour quatuor à cordes d'une fugue extraite de l'Ouverture de "Solomon" de Georg Friedrich Händel                    |                           | 2 violons, alto, violoncelle    | 1810           | Inédit, 69 min                                                                                                  |
| 37                                                       |            | Fugue (KV 426) de Wolfgang Amadeus Mozart                                                                                   | do                        |                                 |                | retrouvé aussi dans les partitions de Beethoven                                                                 |
| 38                                                       |            | Version pour quintette à cordes de la fugue N°24 en si mineur du 1er livre du Clavier bien tempéré de Johann Sebastian Bach | si                        | 2 violons, alto, 2 violoncelles | 1801-1802      | |
| 39                                                       |            | Quintette, en fa majeur, pour cordes                                                                                        | FA                        | cordes                          | 1826           | inédit, perdu                                                                                                   |
| 40                                                       |            | Mouvement, en ré mineur, pour quintette à cordes                                                                            | ré                        | cordes                          | ?1817          | mouvement d'introduction à une fugue, perdu                                                                     |
| 41                                                       | WoO 62     | Quintette, en do majeur, pour cordes                                                                                        | DO                        | cordes                          | 1826           | n'existe qu'en transcription pour piano - esquisse du 1er mouvement - Andante maestoso - 26 m                   |
| 42                                                       | WoO 34     | Petit mouvement, en la majeur, pour 2 violons                                                                               | LA                        | violon                          | 1822           | pour le violoniste Alexandre Boucher, 7 min                                                                     |

## Autres
Beethoven avait l'intention d'écrire une Dixième Symphonie durant les dernières années de sa vie. Une version partielle de cette symphonie contenant seulement le 1er mouvement fut assemblé par Barry Cooper à partir d'esquisses fragmentaires de Beethoven. Deux enregistrements du 1er mouvement de cette symphonie partielle ont été faits en 1988, l'un mené par Wyn Morris et l'autre par Walter Weller.